# Frederikshavn Affaldskraftvarmeværk
Frederikshavn Affaldskraftvarmeværk er et varmekraftværk udenfor Frederikshavn, i de nordøstlige, Jylland i det nordlige Danmark. Anlægget er et såkaldt kraftvarmeværk som udnytter op til 90% af energien i de fossile brændstoffer, ved at spildvarmen, bruges til levering af fjernvarme. DONG Energy solgte pr. 1. januar 2012 værket til AVØ - Frederikshavn Forsyning.
Brændselskilden er industrivarme (varmedamp) fra et affaldsforbrændingsanlæg i området. Kraftvarmeværket producerer 2,5 MW elektricitet og 12,5 MJ/sek fjernvarme. Årsproduktionen er på 16 GWh strøm og 227 TJ varme.